# Peperomia graveolens
Espèce
Classification phylogénétique
Statut de conservation UICN

 VU B1ab(iii) : Vulnérable
Peperomia graveolens est une espèce de plantes à fleurs de la famille des Pipéracées endémique d'Équateur.